# Mazda Carol
Der Mazda Carol ist ein Kleinstwagen in der japanischen Kei-Car-Klasse und löste 1998 den Autozam Carol ab. Bereits von 1962 bis 1970 gab es mit dem Mazda Carol P360 ein ähnliches Angebot von Mazda, das 1972 durch den Mazda Chantez abgelöst wurde. Da Mazda mit dem Chantez nicht seine Vorstellungen im Kei-Car-Segment umsetzen konnte, zog man sich 1976 nach dem Ende des Chantez daraus zurück. Erst durch die Kooperation mit Suzuki mittels Autozam kehrte man 1989 mit dem Autozam Carol zurück. Nachdem das Projekt Autozam 1998 eingestellt wurde, bietet Mazda mit dem Carol seither wieder unter eigenen Markennamen ein Modell in der Kei-Car-Klasse an. Hierbei handelt es sich jedoch um einen geringfügig veränderten, zeitgenössischen Suzuki Alto mittels Badge-Engineering.

## Carol HB12S/HB22S/HB23S (1998–2004)
Der Mazda Carol ist ein in Japan steuerbegünstigter Kleinstwagen (Kei-Car) mit drei oder fünf Türen. Am 13. Oktober 1998 begann der Verkauf. Der Carol ist zur Kostenreduzierung weitgehend mit dem Suzuki Alto baugleich. Es gibt ihn serienmäßig mit Frontantrieb, gegen Aufpreis war eine Version mit Allradantrieb lieferbar. Zum Verkaufsbeginn war er mit dem Ottomotor Suzuki F6A erhältlich, der 657 cm³ Hubraum und eine obenliegende Nockenwelle hat. Wahlweise war ein Viergang-Schaltgetriebe oder ein Dreistufen-Automatikgetriebe verfügbar. Zur Ausstattung gehören Antiblockiersystem, Front- und Seitenairbags, Servolenkung, Heckscheibenheizung, Wegfahrsperre und Zentralverriegelung. Im Gegensatz zum Alto gab es den Carol nicht als speziellen Zweisitzer, sondern nur mit 4 Sitzplätzen.
Ab Januar 1999 gab es den Suzuki K6A-Motor mit zwei obenliegenden Nockenwellen, 658 cm³ Hubraum und Benzindirekteinspritzung im Carol SG mit komfortablerer Ausstattung. Ab Oktober 1999 gab es geringfügige Änderungen am Design und im Innenraum und ein Start-Stopp-System. Mit einer Magermotor-Version des K6A gekoppelt war ein Stufenloses Getriebe im Carol Miredi-L. Als Miredi-S gab es den K6A mit VVT-i-Steuerung nun mit 4-Stufen-Automatikgetriebe.
Ab Mai 2000 gab es die Carol FUN2 Edition-Sondermodelle mit Keyless-Entry-System. Im Dezember des gleichen Jahres wurde die Front verlängert und der neue Fünf-Punkt-Kühlergrill integriert. Gleichzeitig entfiel der F6A-Motor, das 3-Stufen-Automatikgetriebe und ein 5-Gang-Schaltgetriebe ersetzten das 4-Gang-Getriebe. Bis zum Verkaufsende im August 2004 gab es keine technischen Änderungen mehr.

## Carol HB24/HB24S (2004–2009)
Der Modellwechsel des Alto brachte im September 2004 auch ein neues Carol-Modell. Vom Alto unterschied sich der Carol durch einen anderen Kühlergrill und Marken-Embleme. Verfügbar war nur noch eine 5-türige Variante mit abermals 4 Sitzplätzen. Bekannt war auch der K6A-Motor in überarbeiteter Weise mit nun 54 PS (40 kW), wie er auch in Europa im Alto und Suzuki Wagon R+ verbaut wurde. Ein CVT-Getriebe gab es nicht mehr, neben dem 5-Gang-Schaltgetriebe aber ein 3- oder 4-Stufen-Automatikgetriebe. Ebenfalls war auch wieder Allradantrieb statt nur Frontantrieb optional erhältlich.
Neben dem Serienstandard des Vorgängers, zuletzt auch mit elektrischen Fensterhebern vorne, als Variante Carol G, gab es auch den Carol X. Dieser verfügte zusätzlich über ein Exterieur-Paket mit schwarz lackierten Kotflügeln, Alu-Rädern und Halogennebelscheinwerfern. Darunter gab es noch einen Carol E mit einfachster Ausstattung für gewerbliche Nutzung. Später folgten Sondermodelle des Carol G wie der G Spezial mit getönter Heckscheibe und hinteren Fenstern, Aluminium-Rädern und elektrisch klappbaren Außenspiegeln sowie den Carol GII zusätzlich mit elektrisch verstellbaren Vordersitzen. 2007 wurde der G Spezial als eigene Ausstattungslinie Carol Grade ins Angebot aufgenommen. Im Dezember 2007 gab es ein Facelift an der Front mit neuer Stoßstange sowie neuen Sitz- und Türverkleidungen. Der Carol E wurde zum Pino als Reaktion auf das neue Schwestermodell Nissan Pixo. Ab 2009 gab es den Carol nur noch mit 4-Stufen-Automatikgetriebe in allen Versionen bis zum Verkaufsende im November 2009.

## Carol HB25/HB25S (2009–2014)
Wiederum als 5-Türer mit 4 Sitzplätzen und dem 658 cm³ Benzinmotor mit einem Jatco CVT-Getriebe, 5-Gang-Schaltgetriebe oder 4-Stufen-Automatikgetriebe (nur bei Allrad) war der neue Carol ab Dezember 2009 erhältlich. Gegenüber dem Vorgänger wuchs das Modell in der Höhe und beim Radstand, während das Gewicht um 10 kg gesenkt wurde. Dadurch und durch eine überarbeitete Ventilsteuerung konnte der Kraftstoffverbrauch bei gleicher Leistung von 54 PS gesenkt werden. Dank des größeren Radstands wurde der Abstand der Sitze vergrößert.
Das Basismodell Carol GS ist gegenüber dem Vorgänger zusätzlich mit Keyless-Entry-System und einem Startknopf ausgestattet. Zur Sicherheitsausstattung kam noch ein Bremsassistent mit EBD hinzu. Optional ist auch ESP erhältlich. Ab Mai 2010 gab es auch den Carol G4 mit im Boden versenkbarer, geteilter Rückbank. Im Juni 2012 entfiel das 4-Stufen-Automatikgetriebe, da das CVT-Getriebe nun auch mit Allradantrieb kompatibel ist.

## Carol HB36S (2015–2021)
Gemeinsam mit dem nahezu baugleichen Suzuki Alto wurde zum Modelljahr 2015 der neue Carol vorgestellt. Statt der moderneren Formensprache des Vorgängers setzt die sechste Generation nun auf vereinzelte Retro-Elemente. Die Heckklappe erstreckt sich über die gesamte Breite des Fahrzeugs, während die Rückleuchten im Stoßfänger darunter Platz finden. Die Fensterlinie weist an den hinteren Türen einen auffälligen Knick nach oben auf und die Front wird geprägt von großen, trapezförmigen Leuchten. Statt eines konventionellen Kühlergrills sind nur vier senkrechte Schlitze links des Markenlogos vorgesehen.
Der Carol ist mit Front- oder Allradantrieb erhältlich. Als Antriebsquelle dient ein 660-cm³-Dreizylinder, dessen Kraft durch ein manuelles oder optional über ein stufenloses Getriebe übertragen wird. Die sparsamste Version des Carol erreicht Verbrauchswerte von etwa 2,7 l/100 km. Die Preise starten bei 847.800 Yen.
| Motorbezeichnung        | R06A                          | R06A                          |
| Hubraum / Bauart        | 658 cm³ / Reihen Dreizylinder | 658 cm³ / Reihen Dreizylinder |
| Bohrung × Hub           | 64 mm × 68,2 mm               | 64 mm × 68,2 mm               |
| Ventilsteuerung         | DOHC 12v                      | DOHC 12v VVT                  |
| Leistung bei Drehzahl   | 36 kW / 49 PS bei 6.500 1/min | 38 kW / 52 PS bei 6.500 1/min |
| Drehmoment bei Drehzahl | 58 Nm bei 4.000 1/min         | 63 Nm bei 4.000 1/min         |

## Carol HB37S (seit 2021)
Im Dezember 2021 wurde kurz nach einem Suzuki Alto auch ein neuer Carol vorgestellt. Gegenüber dem Vorgängermodell ist er bei gleicher Länge und Breite fünf Zentimeter höher. Den Antrieb übernimmt ein 0,66-Liter-Ottomotor. Gegen Aufpreis ist ein Mildhybrid verfügbar. Außerdem ist es wieder möglich, den Carol mit Allradantrieb zu kaufen.

### Technische Daten
|                           | Carol 2WD            | Carol 4WD            | Carol Hybrid 2WD                       | Carol Hybrid 4WD                       |
| Bauzeitraum               | seit 12/2021         | seit 12/2021         | seit 12/2021                           | seit 12/2021                           |
| Motorkenndaten            |                      |                      |                                        |                                        |
| Motortyp                  | R3-Ottomotor         | R3-Ottomotor         | R3-Ottomotor                           | R3-Ottomotor                           |
| Verdichtungsverhältnis    | 11,5 : 1             | 11,5 : 1             | 12,0 : 1                               | 12,0 : 1                               |
| Hubraum                   | 658 cm³              | 658 cm³              | 657 cm³                                | 657 cm³                                |
| max. Leistung bei min−1   | 34 kW (46 PS) / 6500 | 34 kW (46 PS) / 6500 | 36 kW + 1,9 kW (46 PS + 2,6 PS) / 6500 | 36 kW + 1,9 kW (46 PS + 2,6 PS) / 6500 |
| max. Drehmoment bei min−1 | 55 Nm / 4000         | 55 Nm / 4000         | 58 + 40 Nm / 5000                      | 58 + 40 Nm / 5000                      |
| Kraftübertragung          |                      |                      |                                        |                                        |
| Antriebsart               | Vorderradantrieb     | Allradantrieb        | Vorderradantrieb                       | Allradantrieb                          |
| Getriebe                  | Stufenloses Getriebe | Stufenloses Getriebe | Stufenloses Getriebe                   | Stufenloses Getriebe                   |
| Messwerte                 |                      |                      |                                        |                                        |
| Leergewicht               | 680–690 kg           | 730–740 kg           | 700–710 kg                             | 750 kg                                 |
| Kraftstoffverbrauch       | 25,2 km/l            | 23,5 km/l            | 27,7 km/l                              | 25,7 km/l                              |
| Tankinhalt                | 27 l                 | 27 l                 | 27 l                                   | 27 l                                   |